# Tragia volubilis
La candelilla de Cuba o pringamoza de Cuba (Tragia volubilis) es una especie de plantas con flores perteneciente a la familia  Euphorbiaceae. Es originaria de América y África tropical. Tiene uso como planta medicinal.

## Descripción
Tiene hojas ovadas a elípticas u oblongas, de 2–7 cm de largo y 0.7–2.5 cm de ancho, acuminadas en el ápice, truncadas a cordadas en la base, los márgenes serrados, con pecíolos de 0.5–2.5 cm de largo, y estípulas ovado-lanceoladas, 2–4 mm de largo. Las inflorescencias son opuestas a las hojas o pseudoaxilares, en forma de racimos simples, de 1–2.5 cm de largo. El fruto de 6 mm de diámetro, a veces corniculado; con semillas globosas, de 2.2–3 mm de diámetro, alveolado-rugosas.

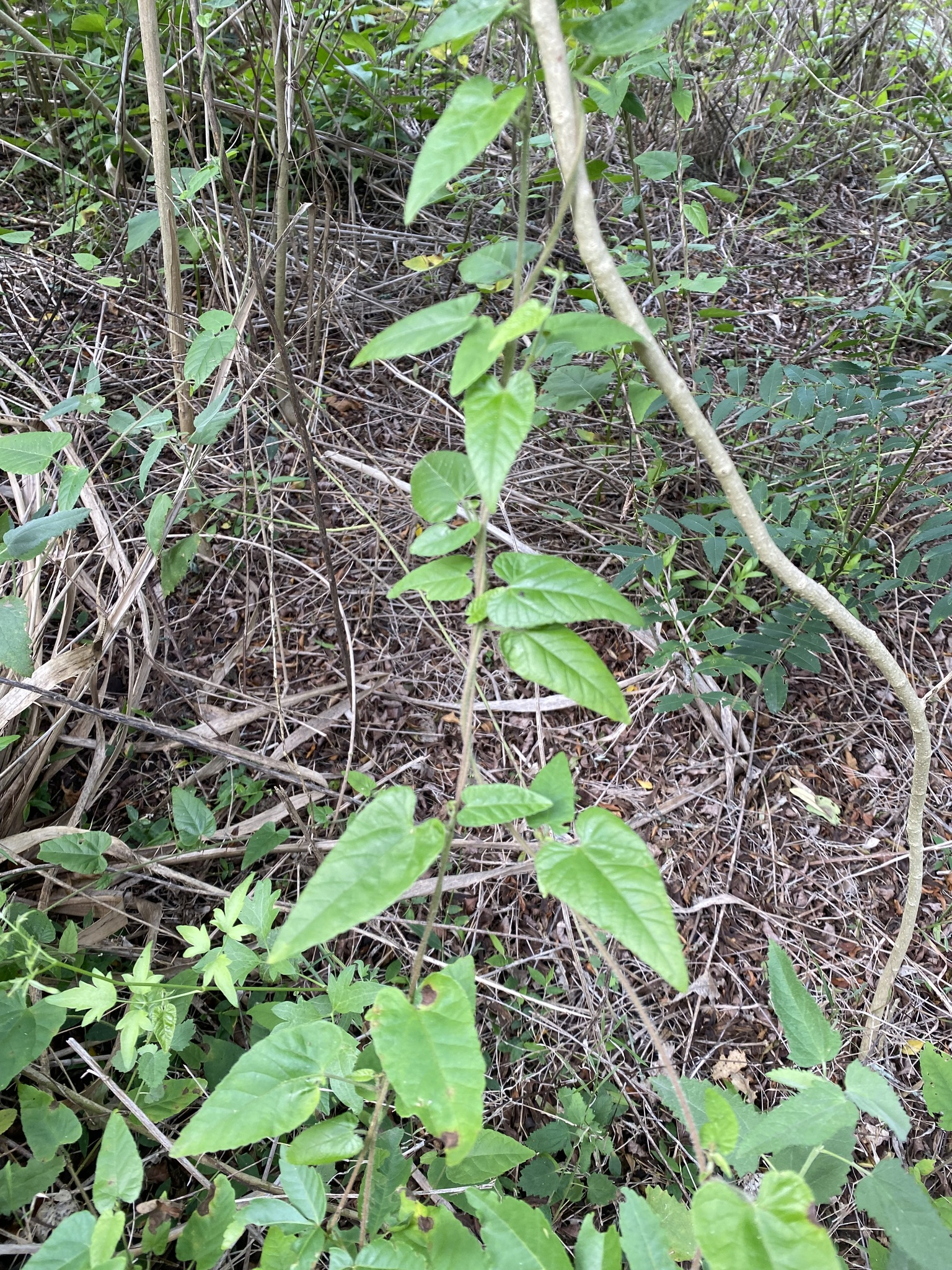
Tragia volubilis, trepando

## Distribución
Es común en áreas perturbadas y bosques a 
una altura de 0–1500 m; florece y fructifica durante
todo el año. Se encuentra desde México a Argentina
y Uruguay, también en Cuba.

## Ecología
Esta especie sirve de alimentación a las larvas de la especie de lepidóptero Biblis hyperia.

## Fitoquímica
El extracto metanólico de las partes aéreas de la planta contiene alcaloides, flavonoides y taninos. Se aislaron e identificaron avicularina, quercitrina, afzelina y amentoflavona, compuestos cuya actividad biológica apoya los usos etnomedicinales que se le dan a la planta.
Del extracto acuoso de la planta se aisló quercitrina. Particiones del extracto inhiben la acción de la doxorubicina en células cancerosas in vitro. 

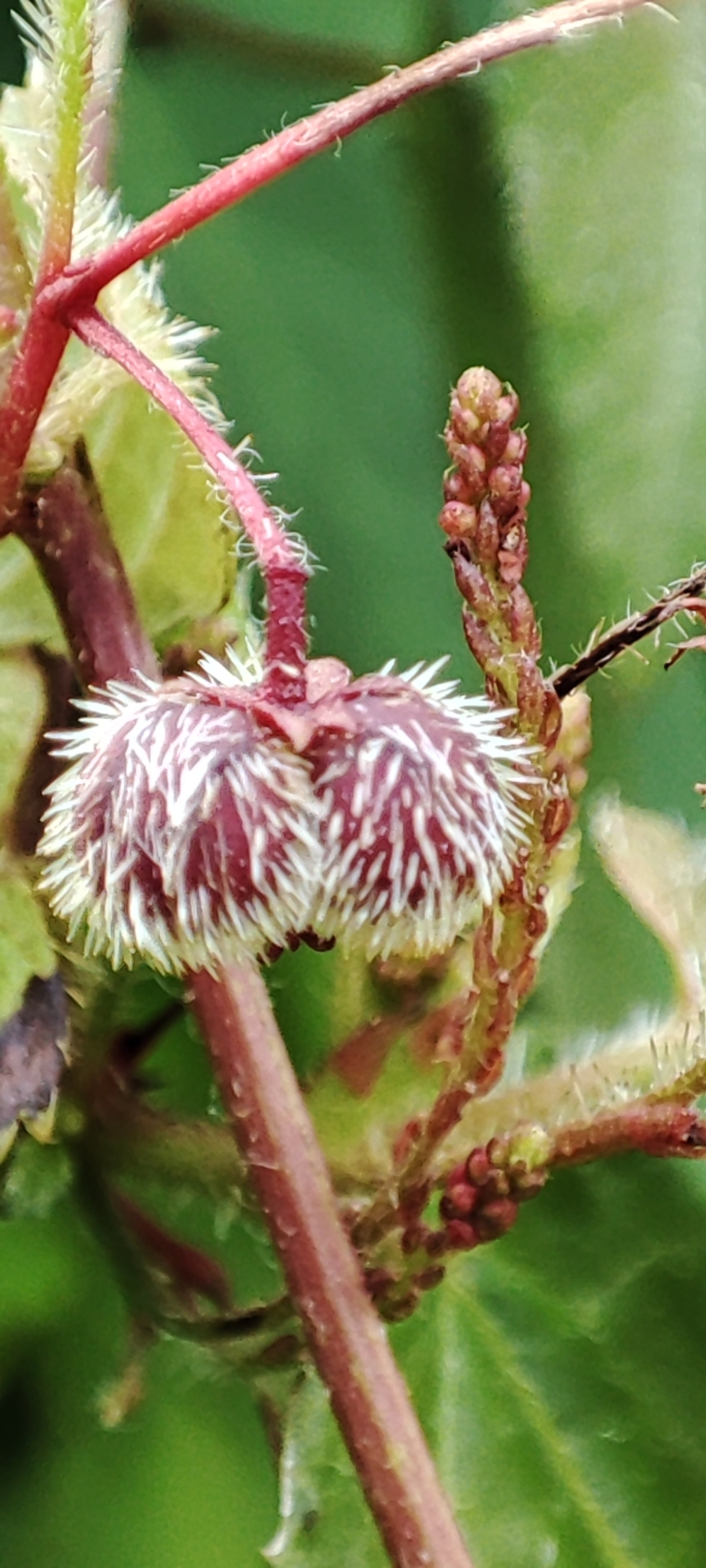
Tragia volubilis, fruto

## Sinonimia
- Tragia plumosa Desf., Tabl. École Bot.: 207 (1804).
- Tragia pedunculata P.Beauv., Fl. Oware 1: 90 (1807).
- Tragia virgata Lam., Tabl. Encycl. 3: 347 (1823).
- Tragia diffusa Vell., Fl. Flumin. 10: 10 (1831).
- Tragia triangularis Vell., Fl. Flumin. 10: 8 (1831)..
- Tragia serra Poepp. in E.F.Poeppig & S.L.Endlicher, Nov. Gen. Sp. Pl. 3: 20 (1841).
- Croton scandens Sieber ex C.Presl, Abh. Königl. Böhm. Ges. Wiss., V, 3: 539 (1845).
- Tragia infesta Mart. ex D.Dietr., Syn. Pl. 5: 256 (1852).
- Tragia gayana Baill., Étude Euphorb.: 461 (1858).
- Tragia haguensis Goudot ex Baill., Étude Euphorb.: 461 (1858).
- Tragia monandra Baill., Étude Euphorb.: 461 (1858).
- Tragia ibaguensis Goudot ex Müll.Arg. in A.P.de Candolle, Prodr. 15(2): 936 (1866), nom. illeg.
- Tragia amoena Müll.Arg. in C.F.P.von Martius & auct. suc. (eds.), Fl. Bras. 11(2): 414 (1874).
- Tragia pedicillaris Müll.Arg. in C.F.P.von Martius & auct. suc. (eds.), Fl. Bras. 11(2): 415 (1874).
- Tragia ovata Parodi, Anales Soc. Ci. Argent. 11: 51 (1881).[5]